# Аргыншаев, Сакыпкерей Жармавич
Сакипкерей Жармович Аргиншаев, Сахийгирей Арганчеев (каз. Сақыпкерей Жармаұлы Арғыншиев, 1887, Уральская губерния, Караобинская волость аул No 1 — 15 февраля 1938) — казахский социолог, советский партийный и государственный деятель, в августе 1920 года исполнял обязанности председателя Революционного комитета по управлению Киргизским (Казахским) краем.

## Биография
Казах. Закончил в 1904 году в Уральское ремесленное училище (Уральск). Во время обучения в школе фельдшеров (Воронеж) вступил в партию эсеров. Занимался революционной деятельностью.
- В 1905-1907 годах участвовал в революции. Участник террористической группы "Лига красного шнура" эсера Иванова, участник покушения на Воронежского губернатора Бибикова.
- В 1907 году был арестован и приговорен к 5 годам каторжных работ и вечному поселению в Иркутской губернии. Ссыльнопоселенец в Косостепной волости Верхоленского уезда.
- В 1917 году после Февральской революции вернулся на родину и занялся политической деятельностью.
- В 1918—1919 годах занимал должность комиссара по вопросам национальностей Уральского региона, член областного совета.
- 1920 года стал членом ревкома Казахской ССР[уточнить], в августе того же года фактически исполнял обязанности главы правительства Казахстана.
- С 1921 по 1927 года занимал должность председателя Верховного трибунала Казахской ССР и члена Совета народного комиссариата юстиции.
- В 1927 был освобожден от должности за оппозицию к политике Голощекина.
- В 1927-1929 годы заместитель управляющего и член правления Казахской краевой конторы Всесоюзного акционерного общества "Шерсть".
- В 1929-1931 годы на партийной работе в Гурьевском округе, директор Аулие-Атинского зооветтехникума.
- В 1932 году директор Алма-Атинского зооветинститута.
- В 1933 году директор Илийского овцесовхоза.
- В 1933-1935 годы директор Центрального научно-исследовательского института верблюдоводства, г. Чимкент.
- В 1935-1937 годы директор Джурунской опытной станции животноводства в Актюбинской области.

14 августа 1937 года было арестован как «враг народа», расстрелян 15 февраля 1938. Реабилитирован 13 июля 1957.
Делегат I—III съездов Советов Казахстана.
В 1921 году делегат II, 1922 году делегат II Казахстанских областных конференций РКП(б). 
Член Киргизского (Казахского-М.К.) ревкома, президиума Киргизского (Казахского-М.К.) облбюро РКП(б), Киргизского (КазахскогоМ.К.) обкома РКП(б).